# 阿尔谢尚
阿尔谢尚（法語：Harchéchamp，法語發音：[aʁʃeʃɑ̃] ⓘ）是法国大東部大區孚日省的一个市镇，属于讷沙托区。

## 地理
阿尔谢尚（48°23'9"N, 5°46'35"E）面积7.41 平方千米，位于法国大東部大區孚日省，该省份为法国东北部内陆省份，北起默兹省和默尔特-摩泽尔省，西接上马恩省，南至上索恩省和贝尔福地区省，东临上莱茵省和下莱茵省。
与阿尔谢尚接壤的市镇（或旧市镇、城区）包括：特朗克维尔-格罗、阿蒂涅维尔、欧蒂尼拉图尔、巴维尔。

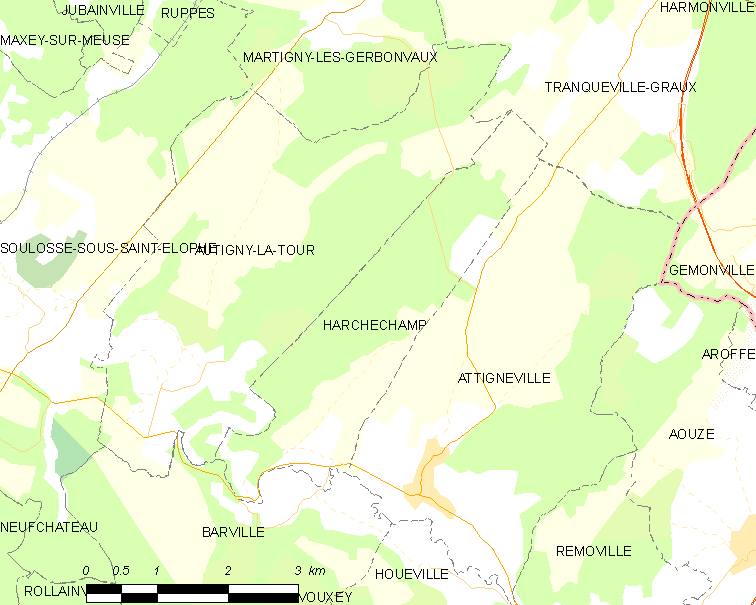
阿尔谢尚的OSM定位图

阿尔谢尚的时区为UTC+01:00、UTC+02:00（夏令时）。

## 行政
阿尔谢尚的邮政编码为88300，INSEE市镇编码为88229。

## 政治
阿尔谢尚所属的省级选区为讷沙托县。

## 人口

1962-2008年间阿尔谢尚人口变化图示

阿尔谢尚于2022年1月1日时的人口数量为87人。